# 中原弘雄
中原 弘雄（なかはら ひろお、1943年 - ）は、日本の化学者。埼玉大学理学部教授。
専門は機能性分子組織体、機能性有機分子膜。LB法による両親媒性機能化合物の組織分子膜の形成、構造と物性、反応性を研究。

## 略歴
- 1965年　埼玉大学文理学部理学科卒業
- 1967年　埼玉大学理工学部助手
- 1971年　東京大学物性研究所共同利用研究員（-1975年）
- 1974年　大阪大学蛋白質研究所共同利用研究員
- 1979年　マックス・プランク生物物理化学研究所に留学（-1980年）
- 1985年　理学博士（東京大学）[2]
- 1988年　埼玉大学理学部助教授
- 1995年　埼玉大学理学部教授

## 著書
- 「超薄分子組織膜の科学」（講談社サイエンティフィックス、共著、1993年）
- Hiroo Nakahara (2005), “Fabrication of nanostructures in organized molecular films with functional groups by monolayer assembling”, in Manoj Kumar Ram, Supramolecular Engineering of Conducting Materials, Research Signpost, ISBN 978-8177362251